# Нубија
Нубија је област између Асуана у Египту (1. катаракта) и места Карима у Судану (4. катаракт). Име регије потиче од египатске речи nab ̆w (коптски nub – „злато”). У старом Египту у доба Средњег царства Нубија је била позната као Куш. 
У давној прошлости су на територији Нубије постојале многе културе и државе. Престоница Нубије у време старог Египта био је град Мерое. Од VII—XIV века овде је постојало неколико хришћанских држава. Потом је Нубија исламизована и делимично насељена арапским племенима. Нубија је кроз историју била извор робова и природних богатстава (злата и слоноваче).
Становници Нубије говоре дијалектима нубијске групе нило-сахарских језика, као и арапским језиком. 

## Лингвистика
Име Нубија потиче од народа Ноба: номада који су населили ту област у четвртом веку нове ере након распада краљевства Мероз. Нобе су говорили нило-сахарским језиком који је предак старонубијског, а који се углавном користио у верским текстовима из осмог и петнаестог века. Пре четвртог века, и током читаве античке ере, Нубија је била позната као Куш, или, у класичној грчкој употреби, укључена под именом |Етиопија (Aethiopia).
Историјски гледано, становници Нубије су говорили најмање два варијетета нубијске језичке групе, потпородице која укључује нобински језик (потомак старонубијског), кенузи-донголски, мидобски и неколико сродних варијетета у северном делу Нубијских планина у јужном Кордофану. Биргидски језик се говорио северно од Нјале у Дарфуру, али је изумро још 1970. Међутим, лингвистички идентитет древне керманске културе јужне и централне Нубије (такође познате као Горња Нубија) је неизвестан; нека истраживања сугеришу да је припадао кушитској грани афроазијских језика, док новија истраживања указују да је култура Керме припадала источносуданској грани нилосахарских језика, а да су други народи са севера (или Доња) Нубија северно од Керме (попут културе Ц-групе и Блемјиса) говорили кушитским језицима пре ширења источносуданских језика из Јужне (или Горње) Нубије.

## Географија
Нубија се обично дели на Доњу Нубију (између Асуана и Вади Халфе и Горњу Нубију (од Вади Халфе до Кариме). Некада се област од Кариме до Картума, главног града Судана, означава као Јужна Нубија.
Нубија је веза Медитеранског басена, коме припада Египат, и црне Африке.

## Савремени изазови
Нубија је подељена између Египта и Судана након што је колонијализам окончана и Република Египат је успостављена 1953. године, а Република Судан се отцепила од Египта 1956. године.
Почетком 1970-их, многи египатски и судански Нубијци су били присилно премештени да би направили место за језеро Насер након што су изграђене бране у Асуану. Нубијска села се могу наћи северно од Асуана на западној обали Нила и на острву Елефантин. Многи Нубијци сада живе у великим градовима попут Каира.